# Milano-Sanremo 1957
La Milano-Sanremo 1957, quarantottesima edizione della corsa, fu disputata il 19 marzo 1957, per un percorso totale di 282 km. Fu vinta dallo spagnolo Miguel Poblet, giunto al traguardo con il tempo di 6h55'41" alla media di 40,688 km/h davanti a Alfred De Bruyne e Brian Robinson.
I ciclisti che partirono da Milano furono 215; coloro che tagliarono il traguardo a Sanremo furono 140.

## Ordine d'arrivo (Top 10)
| Pos. | Corridore           | Squadra      | Tempo    |
| ---- | ------------------- | ------------ | -------- |
| 1    | Miguel Poblet       | Ignis        | 6h55'41" |
| 2    | Alfred De Bruyne    | Carpano      | s.t.     |
| 3    | Brian Robinson      | St. Raphael  | s.t.     |
| 4    | Julien Schepens     | Mercier-BP   | s.t.     |
| 5    | Joseph Planckaert   | Peugeot-BP   | s.t.     |
| 6    | Nicolas Barone      | St. Raphael  | s.t.     |
| 7    | Nino Defilippis     | Bianchi      | a 24"    |
| 8    | Rik Van Steenbergen | Elvé-Peugeot | s.t.     |
| 9    | Guido Messina       | Asborno      | s.t.     |
| 10   | Dino Bruni          | Bianchi      | s.t.     |